# Lív Sveinbjørnsdóttir Poulsen
Lív Sveinbjørnsdóttir Poulsen (* 27. Dezember 2001) ist eine Handballspielerin von den Färöern, die für die färöische Nationalmannschaft aufläuft.

## Karriere

### Im Verein
Lív Sveinbjørnsdóttir Poulsen spielte anfangs Handball beim färöischen Verein VÍF, mit dem sie in der Altersklasse U-14 die färöische Meisterschaft gewann. Im Jahr 2018 beschloss sie eine Handballschule in Dänemark zu besuchen. Sie lief für den Verein Herning-Ikast Håndbold auf, mit dem sie in den Altersklassen U-17 und U-19 die dänische Meisterschaft gewann. Am 30. Januar 2019 gab sie ihr Erstligadebüt für die Damenmannschaft von Herning-Ikast Håndbold. Ab Februar 2021 war die Außenspielerin für den Rest der Saison 2020/21 für den färöischen Verein StÍF spielberechtigt, mit dem sie die Meisterschaft gewann. Daraufhin stand sie beim dänischen Erstligisten Ajax København unter Vertrag. Im Jahr 2023 wechselte sie zum dänischen Zweitligisten TMS Ringsted. Seit dem Sommer 2024 steht sie beim dänischen Erstligisten EH Aalborg unter Vertrag.

### In Auswahlmannschaften
Sveinbjørnsdóttir Poulsen gehörte dem Kader der färöischen Jugend- und Juniorinnennationalmannschaft an. Am 25. September 2019 gab Sveinbjørnsdóttir Poulsen für die färöische Nationalmannschaft gegen die polnische Auswahl ihr Länderspieldebüt, in dem sie ein Tor erzielte. Mit Färöer nahm sie an der Europameisterschaft 2024 teil.

### Sonstiges
Lív Sveinbjørnsdóttir Poulsen ist mit dem norwegischen Handballspieler Tobias Grøndahl liiert.